# Haplochromis serranus
Haplochromis serranus é uma espécie de peixe da família Cichlidae.
Pode ser encontrada nos seguintes países: Quénia, Tanzânia e Uganda.
Os seus habitats naturais são: lagos de água doce.
Está ameaçada por perda de habitat.